# Storm Before The Calm
Albums de Dekapitator
We Will Destroy... You Will Obey!!!
(1999)
Storm Before The Calm est le deuxième album studio du groupe de Thrash metal américain Dekapitator. Il s'agit, pour l'instant, de la dernière production du groupe.
Storm Before The Calm est un jeu de mots: cela signifie "la tempête avant le calme" il s'agit d'une dérision de l'expression populaire qui dit "le calme avant la tempête".
Huit années se sont écoulées entre la sortie de cet album studio et la sortie de son prédécesseur: We Will Destroy... You Will Obey!!!.
L'album garde le même esprit que son prédécesseur dans le genre, au niveau du tempo, de la brutalité et des sonorités. Il y a cependant des pauses dans le rythme de l'album, comme, le titre instrumental Eye of the Storm, plus calme et plus lent que la moyenne de l'album.
L'album est sorti le 24 juillet 2007 sous le label Relapse Records.

## Musiciens
- Matt "Hellfiend" Harvey : Chant / Guitare
- Jason Voorhees : Guitare
- Dan Bulldoze : Basse
- Andy Maniac "Atomic" : Batterie

## Liste des morceaux
1. Storm Before the Calm 6.39
2. Toxic Sanctuary 4.12
3. Deathstrike Command 4.19
4. Run with the Pack 4.19
5. Call to Combat 6.08
6. Eye of the Storm 1.55
7. Earthscorcher 3.34
8. Screams from the Holocaust 3.40
9. Scourging 5.09